# Estadio Suheim bin Hamad
El Estadio Suheim Bin Hamad, también conocido como Estadio Qatar SC, es un estadio multipropósito ubicado en la ciudad de Doha, Catar. Fue inaugurado en 1959 y posee una capacidad para 20 000 personas, acoge los partidos del club Qatar SC de la liga de fútbol de Catar.
El escenario deportivo fue sede de la Copa Asiática 1988 y también del torneo de fútbol de los Juegos Asiáticos de 2006. En el año 2011 albergó una de las sedes de la Copa Asiática de fútbol.